# Зелено отшелническо колибри
Зелените отшелнически колибрита (Phaethornis guy) са вид дребни птици от семейство Колиброви (Trochilidae).

## Разпространение
Разпространени са в горите в планинските области от Коста Рика до Перу, както и по североизточното крайбрежие на Венецуела и в Тринидад и Тобаго.

## Описание
Достигат дължина от 135 милиметра и маса до 6,3 грама.

## Хранене
Хранят се главно с цветен нектар, по-рядко с дребни насекоми.